# Binghams buulbuul
Binghams buulbuul (Hypsipetes thompsoni synoniem: Cerasophila thompsoni) is een zangvogel uit de familie van de buulbuuls. Deze buulbuul heet in het Nederlands naar Charles Thomas Bingham die deze soort voor de wetenschap beschreef.

## Kenmerken
Binghams buulbuul is 20 cm lang. Deze vogel lijkt met zijn witte kop op de Himalayaanse zwarte buulbuul. De kop en de keel zijn helder wit; dit wit loopt minder ver door dan bij de wikopbuulbuul. Verder is deze buulbuul kleiner dan de Himalayaanse zwarte buulbuul en overwegend asgrijs met kastanjebruine onderstaartdekveren. De snavel, poten en de huid rond het oog zijn koraalrood. Bij onvolwassen vogels is het wit minder duidelijk, want enigszins gestreept.

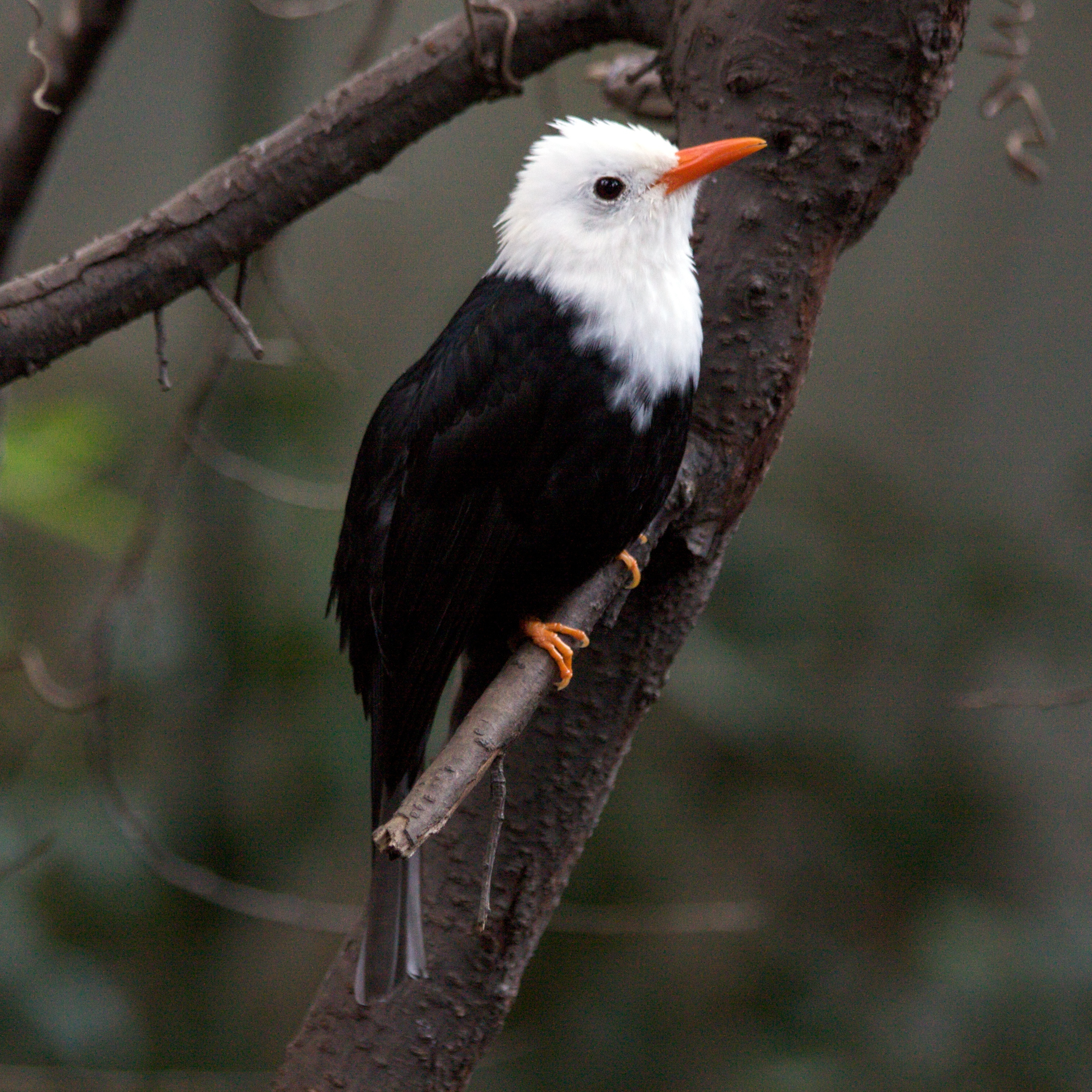
De Himalayaanse zwarte buulbuul is zwart, groter en wit loopt verder door.

## Verspreiding en leefgebied
Het is een vogel van laaglandbos en vochtig montaan bos tussen de 900 en 2100 m boven de zeespiegel in Myanmar, Thailand en Vietnam.

## Status
Binghams buulbuul heeft een ruim verspreidingsgebied waardoor de kans op de status kwetsbaar (voor uitsterven) gering is. De grootte van de populatie is niet gekwantificeerd, maar de vogel is plaatselijk algemeen, daarom staat deze buulbuul als niet bedreigd op de Rode Lijst van de IUCN.